# Полоцький Олександр Аркадійович
Олександр Аркадійович Полоцький (1886 — 1938) — український радянський діяч, дипломат. Радник повноважного представництва у Празі (1931—1933). Заступник народного комісара освіти УСРР (1928—1931). Заступник народного комісара легкої промисловості України (1933-1934).

## Життєпис
Народився в 1886 року в селі Великі Сорочинці Миргородського повіту на Полтавщині в заможній єврейській сім'ї. Його батько — висококваліфікований хімік, протягом тривалого часу працював на Веприкських цукроварнях. У 1897—1905 рр. юнак навчався в Ахтирській гімназії, а після її успішного закінчення вступив на перший курс математичного факультету Харківського університету. У 1907 р. він перейшов до Харківського технологічного інституту. У 1910 р. його як члена Української партії соціалістів-революціонерів, за активну революційну діяльність виключили з інституту без права вступу до інших вищих навчальних закладів. А згодом відправили на три роки в заслання у Вологодську губернію. У грудні 1913 р. він повернувся до Харкова, де не без труднощів влаштувався на роботу в банк. Одночасно він напівлегально навчався у Комерційному інституті.

## Революційна діяльність
У 1916 р. його мобілізували на військову службу. У лютому 1917 року був демобілізований з армії по хворобі та повернувся на Полтавщину. Він був обраний головою Гадяцького повітового виконкому, а також делегатом Всеукраїнських Установчих Зборів від Української партії соціалістів-революціонерів. У УПСР він входив до того її крила, яке пізніше, в травні 1918 р., організаційно оформилось в партію боротьбистів.
У грудні 1917 р. відмовився від мандата делегата Всеукраїнських Установчих зборів і їде до Харкова. Після окупації українського міста Харків більшовиками, він доклав чимало зусиль для налагодження діяльності радянських та господарських органів, окремих підприємств і організацій. За дорученням ЦК партії боротьбистів брав участь в організації партизанських загонів та підпільних груп. За часів денікінщини був заарештований білогвардійською контррозвідкою.
У 20-х роках очолював відповідальні ділянки роботи у фінансових органах України, призначався членом Колегії Народного комісаріату зовнішньої торгівлі, головою правління Укрбанку, заступником керівника Держбанком у Харкові. В 1925—1928 за дорученням уряду України працював у банківських установах за кордоном.
У 1928—1931 рр. О. Полоцький обіймав посаду заступника народного комісара освіти УСРР, опікувався роботою музеїв, органів охорони пам'яток, інших культурно — освітніх закладів. Виняткової уваги він надавав збереженню історико-культурної спадщини. Зокрема, намагався урятувати від руйнування дзвіницю Троїцького собору у Глухові на Чернігівщині (нині Сумської області). За його безпосередньої участі сформовано Український комітет охорони пам'яток культури (УКОПК), залучено до його роботи кращі наукові та творчі сили. До складу Комітету увійшли такі провідні вчені, діячі культури, як Дмитро Яворницький, Владислав Бузескул, Іполит Моргілевський, Йосип Гєрмайзе, Микола Бурачек, Всеволод Зуммер та ін. Очолював цей комітет відомий письменник, державний і громадський діяч Іван Кулик.
Уряд СРСР, щоб отримати заплановану кількість валюти, ухвалив рішення про організацію продажу за кордон експонатів музеїв. Зокрема, Україні доводився план відправити на експорт музейних пам'яток на суму — 1 млн крб. Олександр Аркадійович був шокований цим варварством. Як зазначав він у телеграмі до Миколи Скрипника, «вимагають основні, кращі колекції». Він просив терміново опротестувати ухвалене урядом країни рішення.
У 1931—1933 рр. О. А. Полоцький виконує обов'язки радника повноважного представництва в Празі, з 1933 р. по травень 1934 р. — заступника народного комісара легкої промисловості України. 
Згодом недовго обіймав посаду керівника Укркниготоргу.

## Арешт і страта
4 грудня 1934 р. О. А. Полоцького заарештовано у справі так званої «контрреволюційної боротьбистської організації» по якій проходило 17 чоловік: Олександр Полоцький, Микола Любченко, Григорій Епік, Валер'ян Поліщук, Семен Семко-Козачук, Юрій Мазуренко, Данило Кудря, Левко Ковалів, Микола Куліш, Василь Вражливий-Штанько, Валер'ян Підмогильний, Євген Плужник, Андрій Панів, Володимир Штангей, Петро Ванченко-Іващенко, Григорій Майфет, Олександр Ковінька.
В обвинувальному висновку, затвердженому 20 лютого 1935 р. наркомом внутрішніх справ УСРР Всеволодом Балицьким, вказувалось на приналежність звинувачених «до контрреволюційної боротьбистської організації, що готувала повалення Радянської влади в Україні, створення незалежної буржуазної Української республіки, готувала терористичні акти проти керівників Радянської влади і Комуністичної партії».
Сфальсифіковану справу боротьбистів 27—28 березня 1935 р. розглянула виїзна сесія Військової Колегії Верховного Суду СРСР під головуванням Василя Ульріха. Вирок щодо Олександра Полоцького — 10 років ув'язнення з конфіскацією майна. До різних термінів позбавлення волі були засуджені інші 16 чоловік. Перебував в Ухтинському-Печорському таборі. Знову заарештований в Архангельській області в грудні 1937 року. 10 лютого 1938 року розстріляний.
4 серпня 1956 року — Військова Колегія Верховного Суду СРСР скасувала вирок від 28 березня 1935 р. і припинила справу за відсутністю складу злочину.